# Sztandar Młodych
Sztandar Młodych – ogólnopolski dziennik dla młodzieży, wydawany w latach 1950–1997 w Warszawie, do 1957 organ prasowy Związku Młodzieży Polskiej (ZMP), w latach 1957–1973 organ prasowy Związku Młodzieży Socjalistycznej (ZMS), w latach 1981–1990 organ prasowy Federacji Socjalistycznych Związków Młodzieży Polskiej (FSZMP); sprywatyzowany w 1990, od 1994 wydawany pod zmienionym tytułem „Sztandar”.
Pierwszy numer dziennika wydano w 1950 z okazji Święta Pracy. Na pierwszej stronie opublikowano wówczas przemówienia prezydenta RP Bolesława Bieruta, sekretarza generalnego KC WKP(b) Józefa Stalina i marsz. Konstantego Rokossowskiego. 
Funkcję pierwszego redaktora naczelnego pełnił Stanisław Ludkiewicz. W latach 50. redaktorem naczelnym dziennika była Irena Tarłowska, w l. 1956–1957 zastępcą redaktora naczelnego był Marian Turski. W latach 1984–1985 funkcję redaktora naczelnego pełnił Aleksander Kwaśniewski, późniejszy prezydent RP.
W 1990 dziennik został sprzedany przez Komisję Likwidacyjną Robotniczej Spółdzielni Wydawniczej „Prasa-Książka-Ruch” firmie SM-Media. 1 stycznia 1994 nastąpiła zmiana właściciela: dziennik kupiła firma Dom Wydawniczy SM, będąca częścią szwajcarskiego koncernu Marquard Media Polska. Nowy właściciel zmienił wówczas profil dziennika z młodzieżowego na ogólny i nadał mu nowy, skrócony tytuł „Sztandar”. Dziennik został zamknięty przez wydawcę w 1997 roku. Ostatni numer „Sztandaru” ukazał się z datą 25–27 lipca 1997.